# 닌텐도 게임 카드

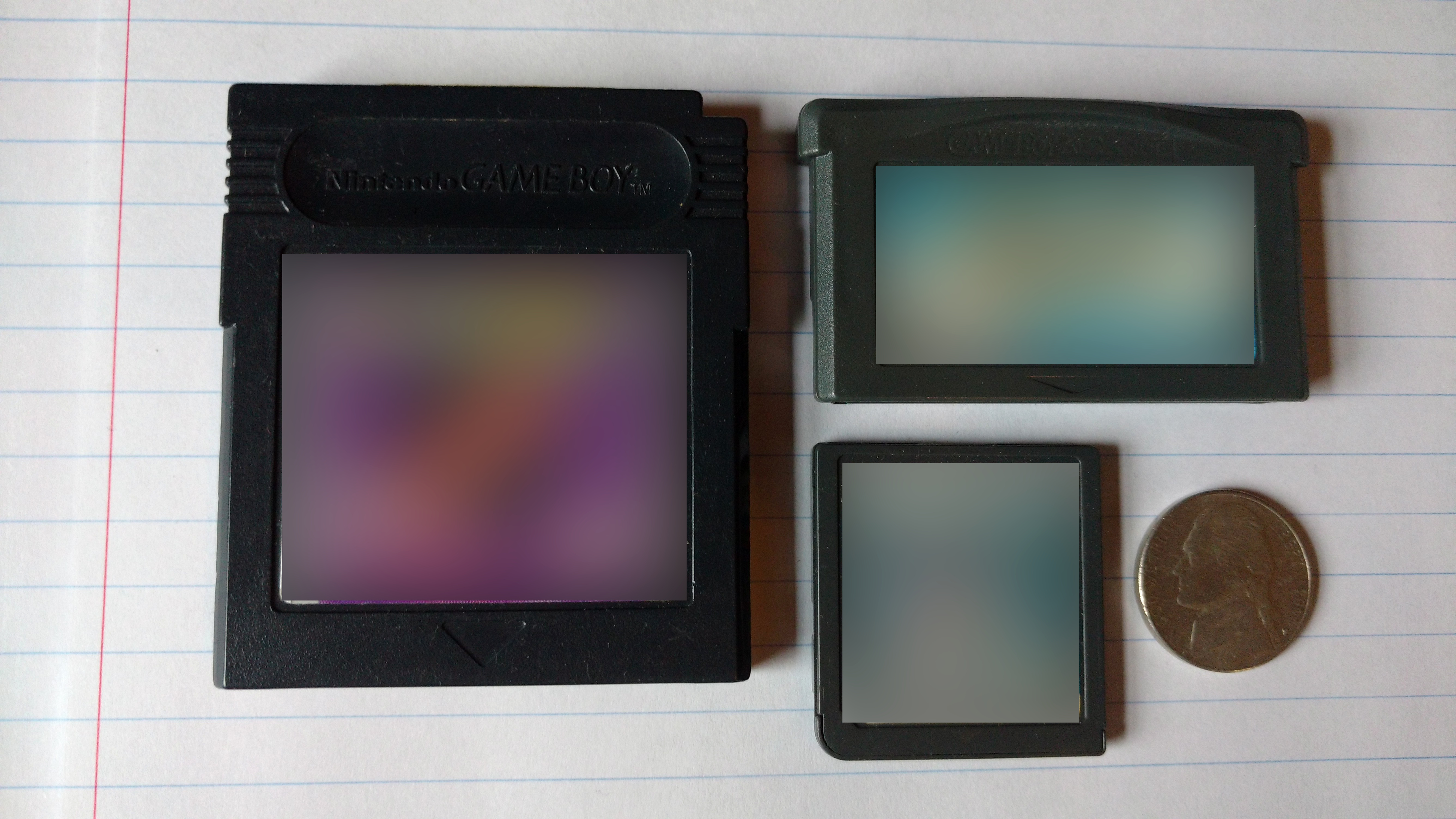
왼쪽에서부터 시계 방향대로 게임보이 컬러 게임 카트리지, 게임보이 어드밴스 게임 카트리지, 닌텐도 DS 카트리지. 맨 오른쪽에는 미국 5센트 주화가 놓여 있다.

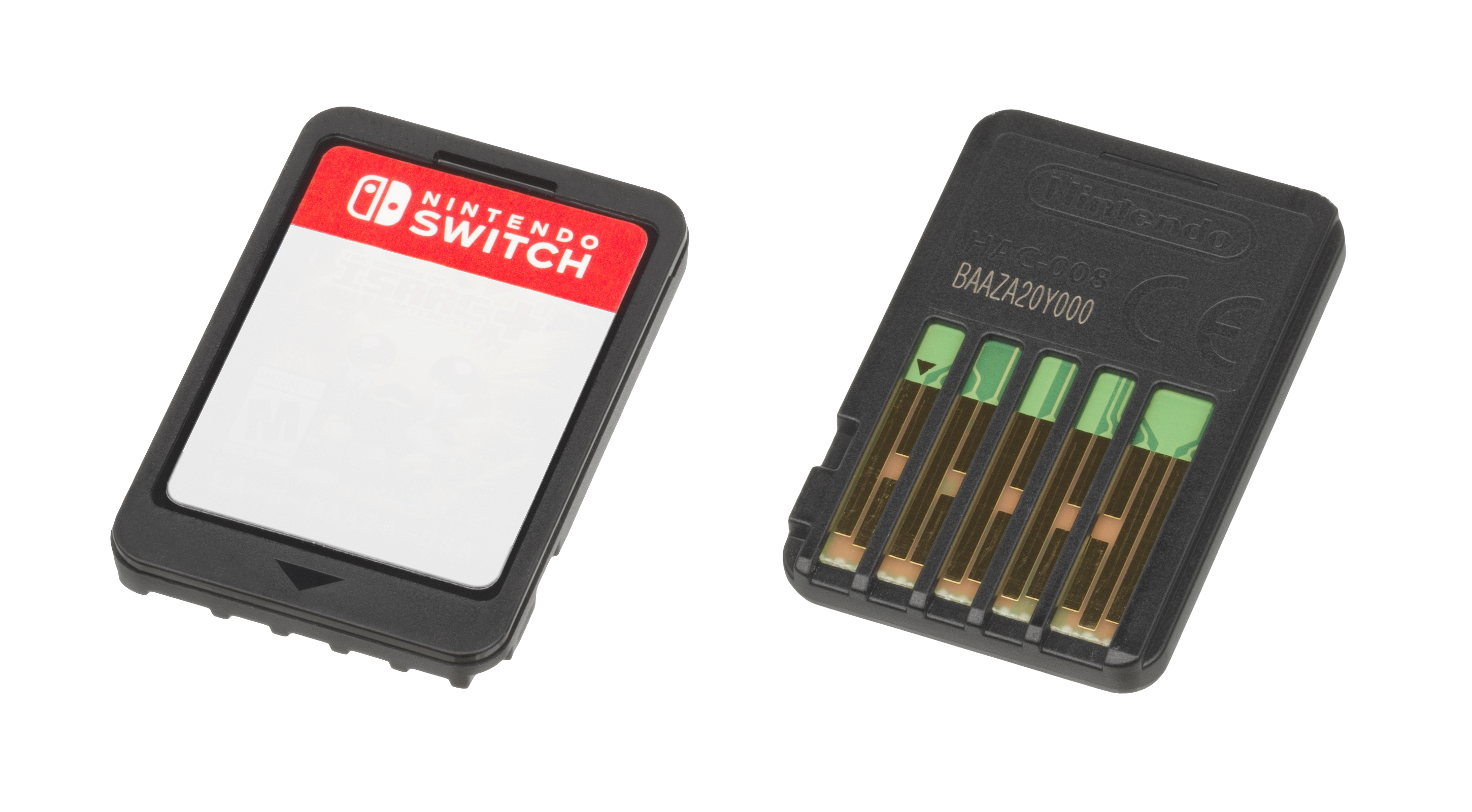
닌텐도 스위치 카트리지

닌텐도 게임 카드(영어: Nintendo game card)는 특정한 닌텐도 시스템의 비디오 게임을 물리적으로 배포하는 데 사용되는 카트리지 기반의 포맷이다. 등록 상표인 게임 카드(Game Card)로 알려져 있다.
게임 카드는 게임보이, 게임보이 어드밴스와 같은 닌텐도가 출시한 이전의 휴대용 게임기용 롬 카트리지의 더 작고 얇은 버전과 유사하다. 마스크 롬 칩은 매크로닉스가 제조한 것으로 접속 속도는 150 ns이다. 카드에는 게임 데이터를 포함한 플래시 메모리, 닌텐도 DS 및 닌텐도 3DS 타이틀을 위한 사용자 데이터 저장을 위한 쓰기 가능한 부분이 포함되어 있다.